# A Different Kind of Truth
A Different Kind of Truth är det tolfte och sista studioalbumet av det amerikanska rockbandet Van Halen. Det gavs ut den 7 februari 2012 via Interscope Records och är gruppens första fullängdsalbum med nytt material med sångaren David Lee Roth sedan 1984. Det är också bandets första studioalbum sedan man gav ut Van Halen III 1998. A Different Kind of Truth är det enda av bandets studioalbum med Eddie Van Halens son Wolfgang på bas, som ersättare till Michael Anthony som hade spelat bas på alla av Van Halens tidigare utgivningar. Det kom också att bli det sista studioalbumet innan Eddies död i oktober 2020.
A Different Kind of Truth spelades in i Henson Recording Studios och i Eddie Van Halens egna 5150 Studios och producerades av bandet tillsammans med John Shanks. Sju av albumets 13 låtar är omarbetningar av låtar som initialt påbörjats redan på slutet av 1970-, och början av 1980-talet, men aldrig blivit utgivna officiellt. Albumet emottog positiv kritik från recensenter, där flera sade att bandet var tillbaka i god form och där flera publikationer rankade det som en av de bästa albumen från 2012. Det var också kommersiellt framgångsrikt då det gick in som topp 10 på flera albumlistor världen över. A Different Kind of Truth gick in på plats 2 på Billboard 200 och hade vid 2012 års slut sålts i över 400 000 exemplar bara i USA. Albumet följdes av en arenaturné.

## Låtlista
Alla låtar är skrivna och komponerade av Van Halen och David Lee Roth. 
| Nr           | Titel                  | Längd |
| ------------ | ---------------------- | ----- |
| 1.           | Tattoo                 | 4:44  |
| 2.           | She's the Woman        | 2:56  |
| 3.           | You and Your Blues     | 3:43  |
| 4.           | China Town             | 3:14  |
| 5.           | Blood and Fire         | 4:26  |
| 6.           | Bullethead             | 2:30  |
| 7.           | As Is                  | 4:47  |
| 8.           | Honeybabysweetiedoll   | 3:46  |
| 9.           | The Trouble with Never | 3:59  |
| 10.          | Outta Space            | 2:53  |
| 11.          | Stay Frosty            | 4:07  |
| 12.          | Big River              | 3:50  |
| 13.          | Beats Workin'          | 5:02  |
| Total längd: | Total längd:           | 50:12 |

## Medverkande
| Van Halen - David Lee Roth — sång, synthesizer ("Tattoo"), akustisk gitarr ("Stay Frosty") - Eddie Van Halen — gitarr, kör - Wolfgang Van Halen — bas, kör - Alex Van Halen — trummor, slagverk | Produktion - Dan Chase — digital redigering - Martin Cooke — ljudtekniker - Paul David Hager — assisterande tekniker - DeGolyer Library, SMU — omslag - Bernie Grundman — mastering - George Hernandez — design - Ross Hogarth — mixning - Robert Y. Richie Collection — omslagsbild - John Shanks — producent - Smog Design — albumomslag - Peter Stanislaus — assisterande tekniker - Van Halen — producent, mixning |

## Listplaceringar
| Land           | Topplacering | Topplacering |
| -------------- | ------------ | ------------ |
| Australien     | 4            | [ 1 ]        |
| Storbritannien | 6            | [ 2 ]        |
| Sverige        | 4            | [ 1 ]        |
| USA            | 2            | [ 3 ]        |